# Наполеоновская пропаганда

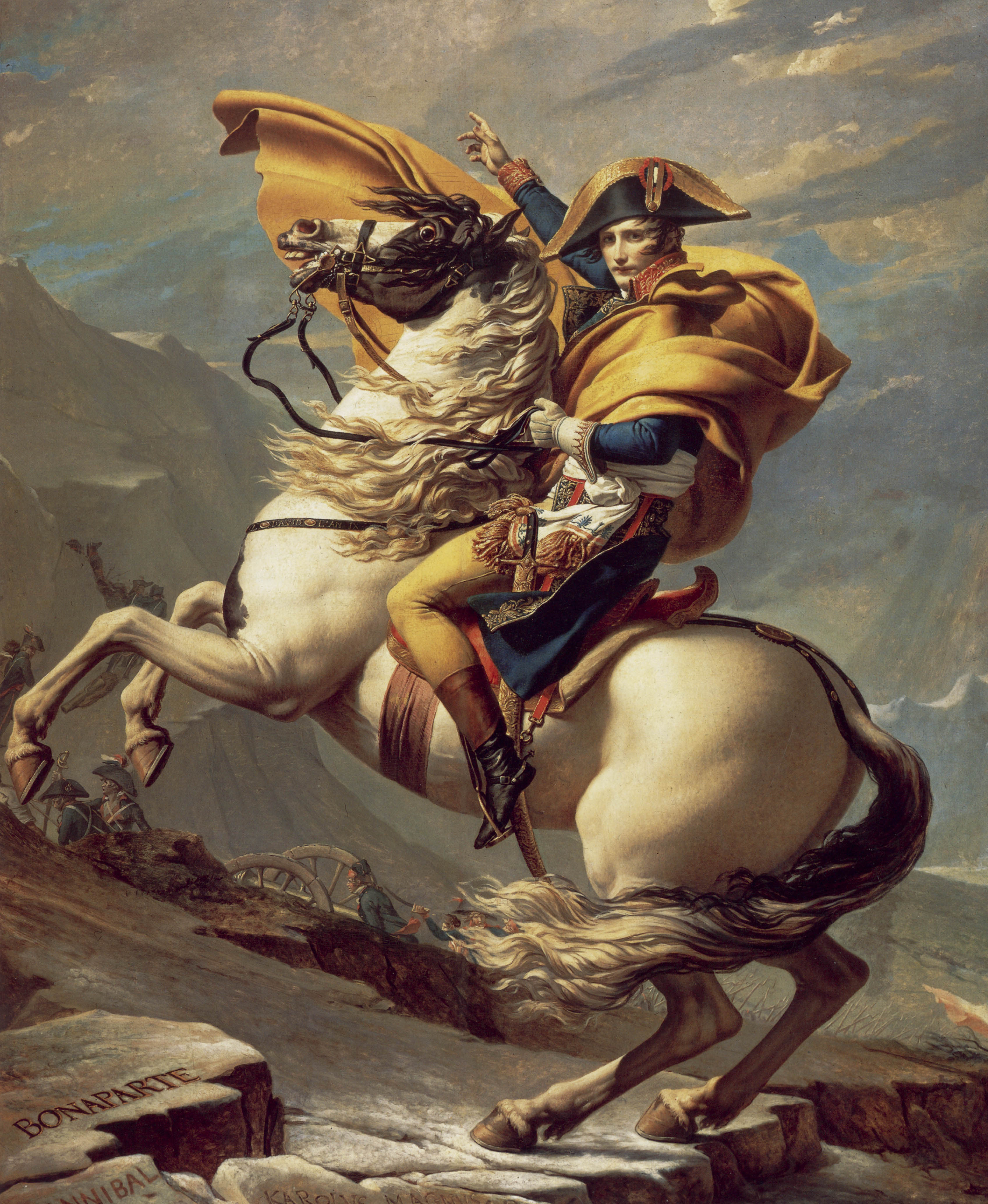
Бонапарт на перевале Сен-Бернар, романтическая версия кисти Жака-Луи Давида 1801 г.

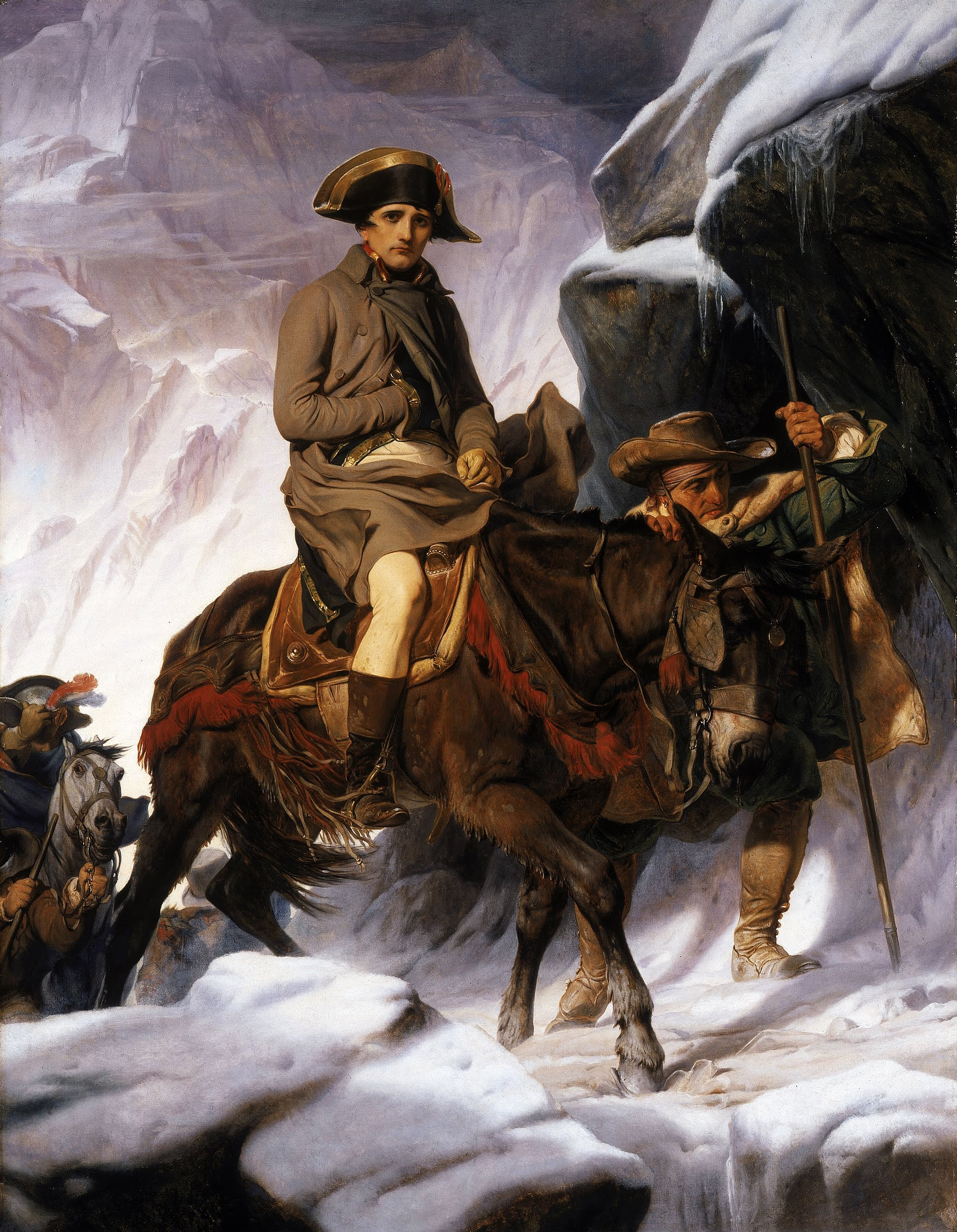
Переход Наполеона через Альпы, реалистическая версия кисти Поля Делароша 1848 года.

Во время своего восхождения к власти и на протяжении всего своего правления Наполеон активно культивировал свой собственный имидж с помощью пропаганды. Он с успехом использовал пропаганду для того чтобы заручиться общественной поддержкой и извлечь выгоду из своих побед и создать образ, связанный с успехом и героизмом. Для распространения пропаганды Наполеон использовал не только газеты, но и другие доступные средства, включая театр и живопись (на илл.). Все делалось для того чтобы «продвигать именно тот образ, который он хотел». Сводки с мест боев публиковались в газетах и были доступны по всей стране. Наполеон использовал эти публикации, чтобы преувеличивать свои успехи и преуменьшать неудачи.

## Газеты
Наполеон знал силу пропаганды и активно пытался повлиять на общественное мнение. Так, 18 февраля 1797 года Итальянская армия начала издавать листок «Журнал Бонапарта и порядочных людей» (Journal de Bonaparte et des Hommes Vertueux) с эпиграфом: «Ганнибал спал в Капуе, но Бонапарт в Мантуе не спит». Наполеон лично писал заметки в газету, диктуя пассажи наподобие: «Бонапарт стремителен, как молния, и разит, как раскат грома». В том же году он учредил две армейские газеты: Courrier de l’Armée d’Italie и La France vue de l’Armée d’Italie, материалы которых часто цитировали парижские издания.

## Гравюры
В 1796 году на рынке появились гравюры, озаглавленные: «Генерал Бонапарт в Лоди», «Бонапарт въезжает в Милан» и тому подобное. Сотни изображений Наполеона, появившихся к 1798 году, свидетельствовали о зарождении культа. Художники не считали нужным добиваться портретного сходства, поэтому на некоторых оттисках Наполеон изображен седовласым,
средних лет человеком, как и подобает победоносному полководцу.

## Медальоны
Помимо стандартных методов пропаганды, таких как пресса, Наполеон использовал в своих целях
памятные медальоны. Он выпустил больше медальонов, чем короли Людовик XV и Людовик XVI вместе взятые. Особое значение имел первый набор медальонов Наполеона, серия «Пять сражений», выпущенная в ознаменование его побед во время первой итальянской кампании.

### Серия «Пять сражений»
На медальоне Миллезимо-Дего изображены Геракл, держащий дубину, и голова Гидры Лерны. В другой руке Геракл держит пылающий факел, готовый поразить зверя. Надпись на медальоне гласит: «Bataille De Millesimo Combat de Dego». Фигура Геркулеса на этих монетах олицетворяет победу, но также была символом, выбранным Французской Республикой для представления нации. Таким образом, изображение связывало Наполеона как с победой, так и с Францией.
На медали По-Адда-Минчо изображен Наполеон Бонапарт, ведущий своих солдат через Адду по мосту в Лоди. Этот медальон прославляет битву, в результате которой французская армия захватила большую часть Ломбардии. Впоследствии Наполеон был назначен главнокомандующим в Милане, столице Ломбардии. Таким образом монета отмечает не только победу Наполеона, но и его приход к власти.
Медальон «Битва при Кастильоне и битва при Пескьере» посвящен другим победам Наполеона в Италии. В обоих местах Наполеон разбил австрийские армии, укрепив положение французской армии в регионе. На монете изображены три обнаженных воина, двое из которых сражаются, а третий лежит на земле. Фигура, представляющая армию Наполеона, готова нанести последний удар по побежденным австрийцам. В некоторых версиях на монете начертано имя Наполеона, что продвигало его личный имидж.
Монета «Капитуляция Мантуи»
На медали изображена женщина, вручающая ключи от города римскому воину. На реверсе в дополнение к имени Наполеона на некоторых выпусках монеты написано «A L’Arméé D’Italie Victorieuse». Античные символы использовались на протяжении всего революционного периода, что связывало новую Французскую республику со славой Древнего Рима.
Медальон Тальяменто-Триест увековечивает переход Наполеона через реку Тальяменто в 1797 году и взятие Триеста. На медали изображена богоподобная фигура, лежащая у реки, в то время как атакующая армия бросается на убегающую группу мужчин. Атакующую армию возглавляет всадник, предположительно Наполеон. Как и на других медальонах, на одной из версий сбоку написано имя Наполеона.